# شفتاني

الأصوات الشفتانية هي الأصوات التي تنطق بالتماس بين الشفتين ، مثل ب، م. ومن الجانب التقني هي الأصوات التي ناطِقها الشفة السفلى ونقطة نطقها الشفة العليا.